# Kaarnesaari (ö i Päijänne-Tavastland)
Kaarnesaari är en ö i Finland. Den ligger i sjön Nuoramoisjärvi och i kommunen Sysmä i den ekonomiska regionen  Lahtis ekonomiska region  och landskapet Päijänne-Tavastland, i den södra delen av landet, 150 km norr om huvudstaden Helsingfors. Öns area är 4,5 hektar och dess största längd är 390 meter i nord-sydlig riktning.